# Columbia (Kalifornia)
Columbia – miejscowość spisowa (obszar niemunicypalny) w Stanach Zjednoczonych, w stanie Kalifornia, w hrabstwie Tuolumne.